# Uttlesford
Uttlesford este un district ne-metropolitan din Regatul Unit, situat în comitatul Essex din regiunea East, Anglia.

## Orașe din cadrul districtului
- Great Dunmow
- Saffron Walden
- Thaxted

1. ↑   https://ons.maps.arcgis.com/home/item.html?id=a79de233ad254a6d9f76298e666abb2b Lipsește sau este vid: |title= (ajutor)